# Razak Pimpong
Razak Pimpong (født 30. december 1982 i Accra) tidligere tv-vært og tidligere professionel fodboldspiller fra Ghana. Han arbejdede for TV2 Sporten. Nu arbejder han som træner på Hald Ege Efterskole .

## Fodboldkarriere
Pimpong har tidligere spillet for blandt andet FC Midtjylland, FC København, Viborg FF og den norske klub Viking FK. Han har spillet 9 kampe for det ghanesiske landshold, og har repræsenteret Ghana ved Sommer-OL 2004 og ved VM i fodbold 2006 i Tyskland.
Han kom fra Ghana til FC Midtjylland i 2000, og spillede en række kampe i den danske Superliga. I 2005 skrev han kontrakt med FC København med virkning fra den 1. januar 2006. Han fik sin debut for FCK den 22. januar 2006, da FCK på hjemmebane mødte Schalke 04 i en venskabskamp. Først den 6. april 2006, i hans 13 kamp, scorede han sit første (og eneste) mål for FCK, nemlig det eneste mål i Royal League finalen imod norske Lillestrøm SK. Han var blevet skiftet ind i det 68' minut, og scorede det afgørende mål i det 90' minut. I fejringen af målet fik han sit andet gule kort i kampen, da han hev trøjen af i jubel, hvorefter han blev udvist.
Razak Pimpong havde dog vanskeligt ved at spille sig til en fast plads i startopstillingen for FCK, og i marts 2007 skiftede han til Viking FK. Overgangssummen blev af den norske avis Rogalands Avis angivet til omkring 4 millioner norske kroner. Pimpong opnåede 37 officielle kampe for FCK, men spillede alene 6 kampe fuld tid. Opholdet i Norge blev også mindre succesfuldt, og Viking fritstillede Pimpong i januar 2009, efter at han havde været lejet ud til Aalesund Her efter fik Pimpong kontrakt med den egyptiske klub Al-Masry, der dog fritstillede Pimpong efter mindre end et halvt år.
Den 24. juli 2009 skiftede han til Viborg FF på en 1-årig kontrakt.
I 2012 startede Razak Pimpong, ved siden af sit virke som fodboldspiller, firmaet Pimpong Arts 
Den 27. marts 2013 kom der frem at Razak Pimpong er udvalgt til at spille til ”Essien’s Game of Hope”, som er en velgørenhedskamp for at fremme fred i Afrika. Velgørenhedenskampen er arrangeret af Michael Essien. Razak Pimpong er udtaget som den eneste spiller fra den danske fodboldliga. 
Pimpong meddelte 24. juni 2013 at han stoppede sin aktive karriere med øjeblikkelig virkning, et halvt år før kontraktophør, og han blev i stedet tilknyttet Viborg FFs administration.
Dette fortrød han dog,, da han den 30. juli 2013 underskrev en kontrakt med Ringkøbing IF, hvor han udtalte følgende: "Fodbold er en vigtig del af mig og har været det siden, jeg startede som 5-årig. Efter jeg stoppede i Viborg har det været lidt hårdt for mig. Jeg har tænkt det igennem og savner banen. Min hurtighed er der stadig, og jeg håber, at jeg igennem min personlighed og rutine kan hjælpe nogle af spillerne."'
Efter at Pimpong i 2014 stoppede i Ringkøbing IF, blev han tilbudt et fuldtidsjob hos Viborg FF som eventkoordinator, som han sagde ja til. Dog sagde han efterfølgende: " Jeg vil gerne spille lidt videre, men det skal passe med mit job i Viborg. Jeg snakker med nogle klubber i området, men ved endnu ikke på hvilket niveau, det bliver. Men på højt niveau bliver det ikke. "